# 105.ª División (Ejército franquista)
La 105.ª División fue una unidad del Ejército franquista que combatió en la Guerra Civil Española, durante la cual jugó un papel relevante. La división llegó a tomar parte en las batallas de Teruel, Aragón, Ebro y Cataluña.

## Historial
La unidad fue creada el 5 de julio de 1937 en las inmediaciones de Zaragoza como una fuerza de reserva del 5.° Cuerpo de Ejército. La división quedó bajo el mando del coronel Mariano Santiago Guerrero.
A finales de diciembre fue enviada al frente de Teruel, como refuerzo de las unidades franquistas que ya combatían en este sector. Quedó situada junto a la 108.ª División en la zona de Singra, cubriendo este estratégico sector.
Con posterioridad fue asignada al Cuerpo de Ejército Marroquí de Juan Yagüe. El 9 de marzo de 1938 el mando de la división fue encomendado al coronel Natalio López Bravo. Al frente de la unidad tuvo un destacado papel en la ofensiva franquista en el frente de Aragón. El 19 de marzo relevó a la 150.ª División de Muñoz Grandes en sus posiciones del río Guadalope. A finales de marzo se reanudó la ofensiva franquista en este sector, avanzando la 105.ª División hacia Tortosa. En abril la zona republicana fue cortada en dos. A partir de ese momento división pasó a guarnecer el sector sur del río Ebro, entre Cherta y el mar Mediterráneo. Considerada una fuerza de élite y fiable, la división disponía para entonces de nueve batallones de infantería, una agrupación de artillería y fuerzas de ingenieros. Las fuerzas de Sáhara-Ifni y de legionarios tienen una gran preeminencia en la composición de la 105.ª División.
El 25 de julio, al comienzo de la batalla del Ebro, la XIV Brigada de la 45.ª División republicana cruzó el río por el sector de Amposta, justamente en el sector defendido por la 105.ª División. Durante 18 horas se mantuvieron duros combates entre los brigadistas internacionales y los tiradores de Ifni; al final, tras sufrir un grave quebranto, los restos de la XIV Brigada Internacional volvieron a la otra orilla. La 105.ª División tuvo 400 muertos y numerosos heridos, aunque logró frustrar el cruce del Ebro en este sector. Sin embargo, el coronel Modesto —jefe del Ejército del Ebro— consideró que la maniobra resultó exitosa porque había evitado que la 105.ª División pudiera acudir en socorro de la 50.ª División franquista, situada en el sector central de la batalla. Durante el resto de la batalla permaneció guarneciendo el sector sur del Ebro.
La unidad tomaría parte en la campaña de Cataluña, junto al resto del Cuerpo de Ejército Marroquí. A comienzos de enero de 1939 la 105.ª División cruzó el río Ebro y empezó a internarse en territorio republicano, sin encontrar demasiada resistencia. El 24 de enero fuerzas de la división tomaron Castelldefels, y al día siguiente ocuparon el aeródromo del Prat. Unas semanas después López Bravo participó en la ocupación de Menorca con efectivos de la 105.ª División, asegurando el control de Ciudadela y de Mahón. Tras completar las operaciones, estos efectivos regresaron a Tarragona. El 16 de febrero la división fue enviada al frente de Extremadura.
La 105.ª División participó en la llamada ofensiva final, a finales de marzo de 1939, que puso fin a la contienda.